# Thiessow
Thiessow är en ortsteil i kommunen Mönchgut i Landkreis Vorpommern-Rügen i förbundslandet Mecklenburg-Vorpommern i Tyskland. Thiessow var en kommun fram till 1 januari 2018 när den uppgick i Mönchgut. Thiessow hade 354 invånare 2017.